# Clinton (Luisiana)
Clinton es un pueblo ubicado en la parroquia de East Feliciana en el estado estadounidense de Luisiana. En el Censo de 2010 tenía una población de 1653 habitantes y una densidad poblacional de 231,49 personas por km².

## Geografía
Clinton se encuentra ubicado en las coordenadas 30°51′42″N 91°0′56″O / 30.86167, -91.01556. Según la Oficina del Censo de los Estados Unidos, Clinton tiene una superficie total de 7.14 km², de la cual 7.1 km² corresponden a tierra firme y (0.62%) 0.04 km² es agua.

## Demografía
Según el censo de 2010, había 1653 personas residiendo en Clinton. La densidad de población era de 231,49 hab./km². De los 1653 habitantes, Clinton estaba compuesto por el 38.11% blancos, el 59.41% eran afroamericanos, el 0.3% eran amerindios, el 0.6% eran asiáticos, el 0% eran isleños del Pacífico, el 0% eran de otras razas y el 1.57% pertenecían a dos o más razas. Del total de la población el 1.21% eran hispanos o latinos de cualquier raza.